# Launaea cervicornis
Launaea cervicornis là một loài thực vật có hoa trong họ Cúc. Loài này được (Boiss.) Font Quer & Rothm. mô tả khoa học đầu tiên năm 1934.